# Грюнбург
Грюнбург (нем. Grünburg) — коммуна (нем. Gemeinde) в Австрии, в федеральной земле Верхняя Австрия. 
Входит в состав округа Кирхдорф-на-Кремсе.  Население составляет 3925 человек (на 31 декабря 2005 года). Занимает площадь 43 км². Официальный код  —  40 902.

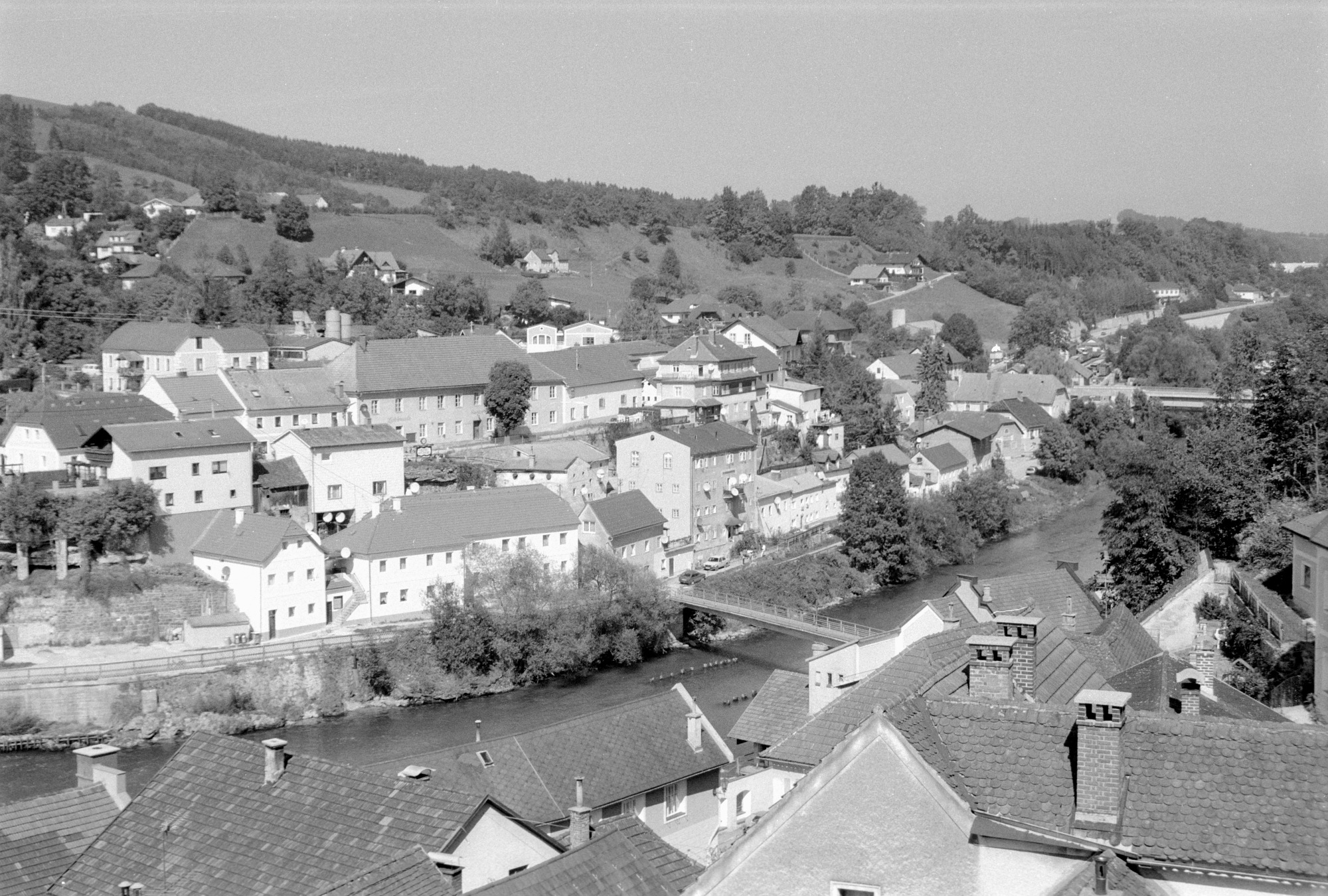
Грюнбург

## Политическая ситуация
Бургомистр коммуны — Геральд Аугустин (АНП) по результатам выборов 2003 года.
Совет представителей коммуны (нем. Gemeinderat) состоит из 25 мест.
- АНП занимает 13 мест.
- СДПА занимает 10 мест.
- АПС занимает 2 места.